# Regina Deutinger
Regina Deutinger (nace el 17 de septiembre de 1982, en Múnich, Alemania) es una modelo alemana. En octubre de 2006, aparece como Playmate del mes en la edición alemana de la revista Playboy. En abril de 2008 fue seleccionada como Playmate del mes de abril de 2008 en la edición estadounidense de la revista Playboy.

## Apariciones
Regina es una playmate popular en Alemania y fue seleccionada como Playmate en la edición estadounidense de Playboy.